# San Polo dei Cavalieri
San Polo dei Cavalieri est une commune italienne de la ville métropolitaine de Rome Capitale, dans la région Latium.

## Géographie
Située à la limite des monts Lucrétiliens et des monts Tiburtins au nord du mont Catillo, San Polo dei Cavalieri est distante d'environ 40 km de Rome.

## Culture

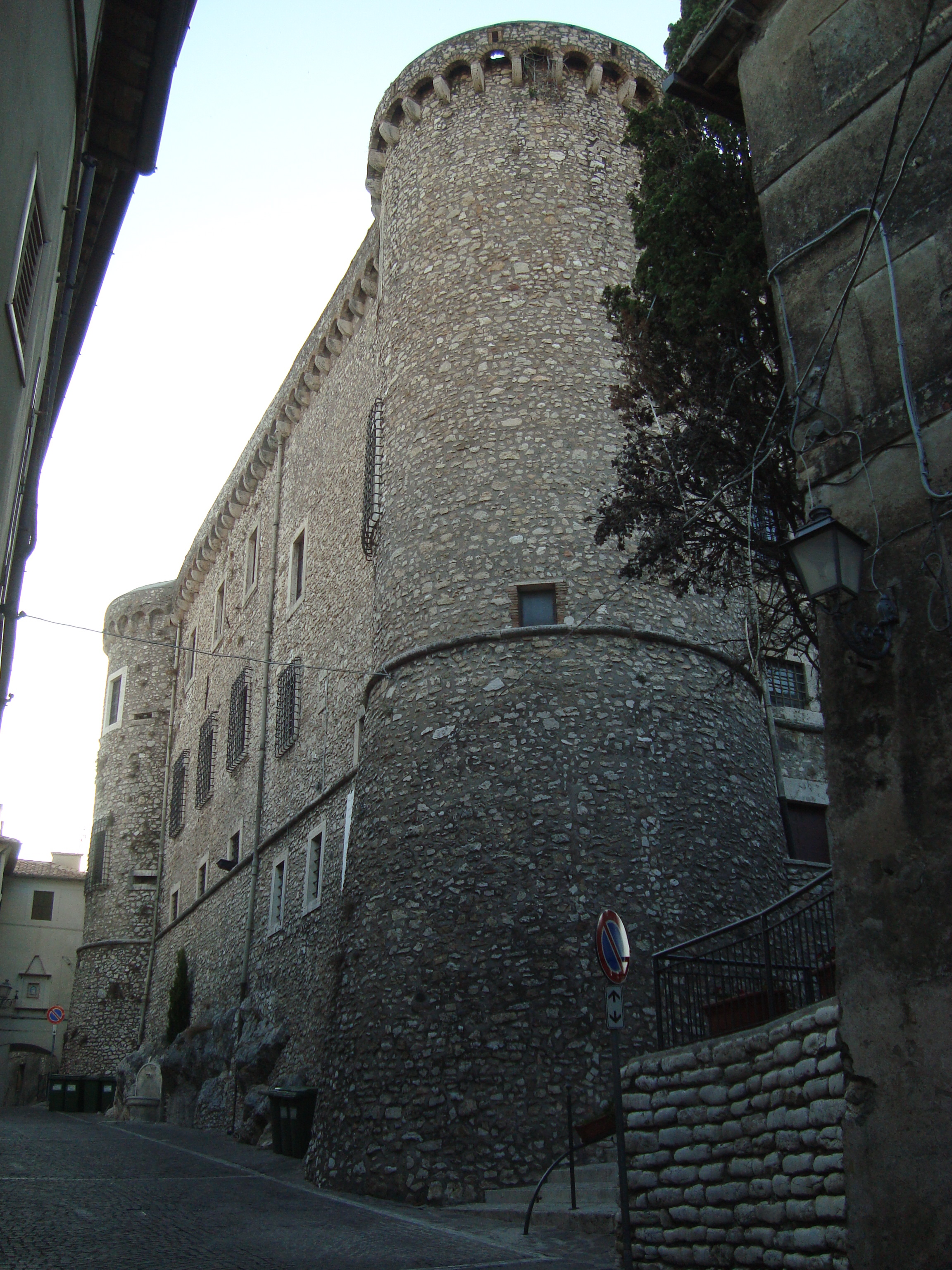
Le castello Orsini-Cesi-Borghese.

Parmi, les monuments de la ville se trouvent :
- le castello Orsini-Cesi-Borghese ;
- l'église Santa Lucia ;
- l'église San Nicola ;
- l'église Santa Liberata ;
- l'église San Rocco.

La ville est par ailleurs située à l'entrée du Parc régional naturel des monts Lucrétiliens et juste au nord de la réserve naturelle de Monte Catillo.

## Administration
| Période                                  | Période | Identité | Étiquette | Qualité |
| ---------------------------------------- | ------- | -------- | --------- | ------- |
|                                          |         |          |           |         |
| Les données manquantes sont à compléter. |         |          |           |         |

## Démographie
Habitants recensés

### Communes limitrophes
Guidonia Montecelio, Licenza, Marcellina, Monteflavio, Palombara Sabina, Roccagiovine, Tivoli, Vicovaro.